# Тишоминго (Мисисипи)
Тишоминго (енгл. Tishomingo) град је у америчкој савезној држави Мисисипи.

## Демографија
По попису из 2010. године број становника је 339, што је 23 (7,3%) становника више него 2000. године.
| Група             | 2000.       | 2010.       |
| Белци             | 306 (96,8%) | 317 (93,5%) |
| Афроамериканци    | 6 (1,9%)    | 15 (4,4%)   |
| Азијати           | 0 (0,0%)    | 1 (0,3%)    |
| Хиспаноамериканци | 4 (1,3%)    | 2 (0,6%)    |
| Укупно            | 316         | 339         |